# Теория чисел
Теория чисел или высшая арифметика — раздел математики, первоначально изучавший свойства целых чисел. В современной теории чисел рассматриваются и другие типы чисел — например,  алгебраические и трансцендентные, а также функции различного происхождения, которые связаны с арифметикой целых чисел и их обобщений.
В исследованиях по теории чисел, наряду с арифметикой и алгеброй, применяются геометрические и аналитические методы, а также методы теории вероятностей. В свою очередь, теория чисел оказала влияние на развитие математического анализа, геометрии, классической и современной алгебры, теории суммируемости рядов, теории вероятностей и др..
По своим методам теория чисел делится на четыре части: элементарную, аналитическую, алгебраическую и геометрическую. Методы теории чисел широко применяются в криптографии, вычислительной математике, информатике.

## Классификация

### Элементарная теория чисел
В элементарной теории чисел целые числа изучаются без использования методов других разделов математики. Среди основных тематических направлений элементарной теории чисел можно выделить следующие:
- Теория делимости целых чисел.
- Алгоритм Евклида для вычисления наибольшего общего делителя и наименьшего общего кратного.
- Разложение числа на простые множители и основная теорема арифметики.
- Теория сравнений по модулю, решение сравнений.
- Цепные дроби, теория приближений.
- Диофантовы уравнения, то есть решение неопределённых уравнений в целых числах.
- Изучение некоторых классов целых чисел — совершенные числа, числа Фибоначчи, фигурные числа и др.
- Малая теорема Ферма и её обобщение: теорема Эйлера.
- Нахождение пифагоровых троек, задача о четырёх кубах.
- Занимательная математика — например, построение магических квадратов.

### Аналитическая теория чисел
В аналитической теории чисел для вывода и доказательства утверждений о числах и числовых функциях используется мощный аппарат математического анализа (как вещественного, так и комплексного), иногда также теория дифференциальных уравнений. Это позволило значительно расширить тематику исследований теории чисел. В частности, в неё вошли следующие новые разделы:
- Распределение простых чисел в натуральном ряду и в других последовательностях (например, среди значений заданного многочлена).
- Представление натуральных чисел в виде сумм слагаемых определённого вида (простых чисел, степеней, фигурных чисел и т. д.), см. Аддитивная теория чисел.
- Диофантовы приближения.

### Алгебраическая теория чисел
В алгебраической теории чисел понятие целого числа расширяется, в качестве алгебраических чисел рассматривают корни многочленов с рациональными коэффициентами. Была разработана общая теория алгебраических и трансцендентных чисел. При этом аналогом целых чисел выступают целые алгебраические числа, то есть корни унитарных многочленов с целыми коэффициентами. В отличие от целых чисел, в кольце целых алгебраических чисел не обязательно выполняется свойство факториальности, то есть единственности разложения на простые множители.
Теория алгебраических чисел обязана своим появлением изучению диофантовых уравнений, и в том числе попыткам доказать великую теорему Ферма. Куммеру принадлежит равенство
{\displaystyle x^{n}=z^{n}-y^{n}=\prod _{i=1}^{n}(z-a_{i}y),}
где {\displaystyle a_{i}} — корни степени {\displaystyle n} из единицы.
Таким образом, Куммер определил новые целые числа вида {\displaystyle z+a_{i}y}. Позднее Лиувилль показал, что если алгебраическое число является корнем уравнения степени {\displaystyle n}, то к нему нельзя подойти ближе чем на {\displaystyle Q^{-n}}, приближаясь дробями вида {\displaystyle P/Q}, где {\displaystyle P} и {\displaystyle Q} — целые взаимно простые числа.
После определения алгебраических и трансцендентных чисел в алгебраической теории чисел выделилось направление, которое занимается доказательством трансцендентности конкретных чисел, и направление, которое занимается алгебраическими числами и изучает степень их приближения рациональными и алгебраическими.
Одним из основных приёмов является вложение поля алгебраических чисел в своё пополнение по какой-то из метрик — архимедовой (например, в поле вещественных или комплексных чисел) или неархимедовой (например, в поле p-адических чисел).

### Геометрическая теория чисел
Геометрическая теория чисел изучает в основном «пространственные решётки» — системы точек с целочисленными координатами (в прямоугольной или косоугольной системе координат). Эти конструкции имеют большое значение для геометрии и для кристаллографии, их исследование тесно связано с арифметической теорией квадратичных форм и с другими важными разделами теории чисел. Основателем геометрической теории чисел стал Герман Минковский.

## Исторический очерк

### Теория чисел в древнем мире

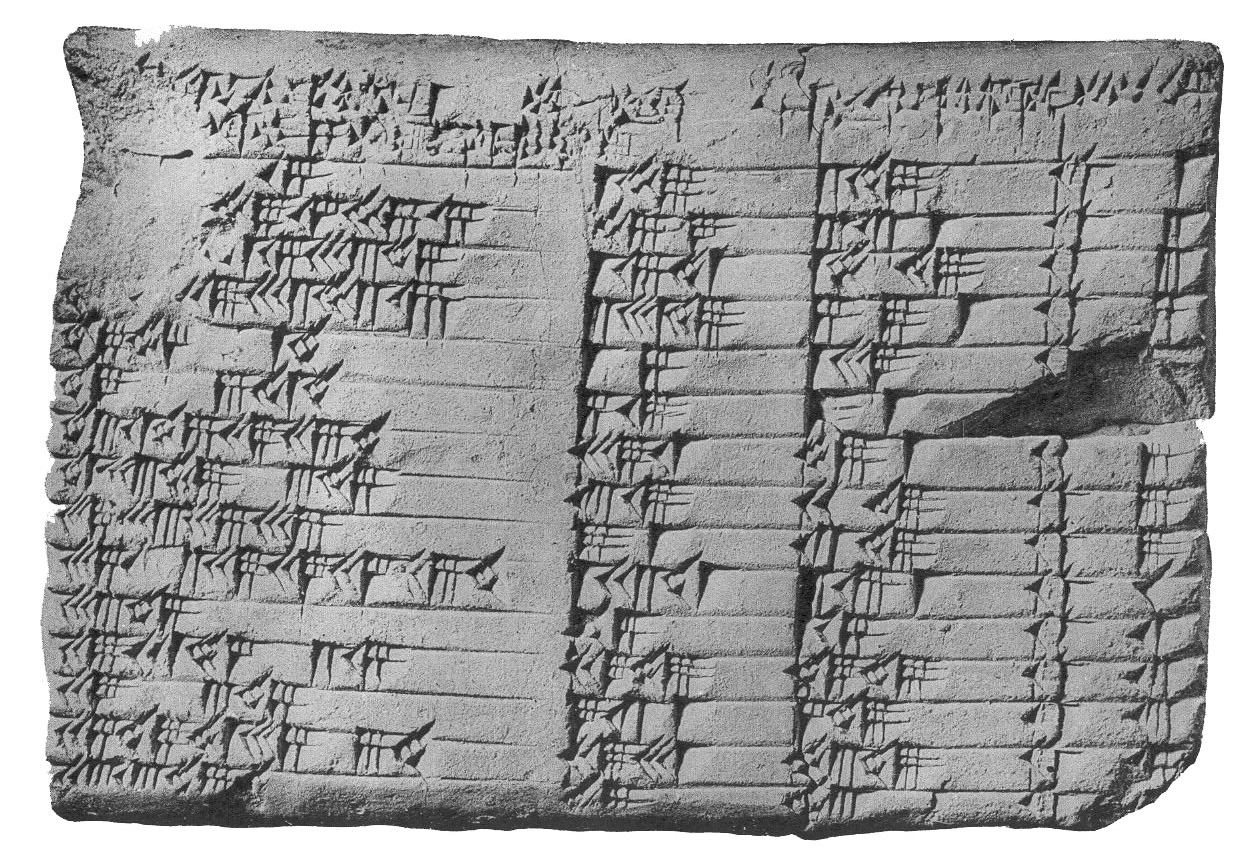
Табличка Плимптон, 322

В Древнем Египте математические операции проводились над целыми числами и аликвотными дробями. Математические папирусы содержат задачи с решениями и вспомогательные таблицы. Ещё более широкое применение таблиц характерно для Вавилона, которые вслед за шумерами использовали шестидесятеричную систему счисления. Вавилонские клинописные математические тексты включают таблицы умножения и обратных чисел, квадратов и кубов чисел натурального ряда. В Вавилоне знали множество пифагоровых троек, для поиска которых, вероятно, пользовались неизвестным общим приёмом. Самой древней археологической находкой в истории арифметики является обломок глиняной таблички Плимптон, 322, 
датируемый 1800-ми годами до н. э. Он содержит список Пифагоровых троек, то есть натуральных чисел {\displaystyle (a,b,c)} таких что {\displaystyle a^{2}+b^{2}=c^{2}}. В тройках встречаются пятизначные числа, да и их самих слишком много, чтобы предположить что они были получены механическим перебором вариантов.
Весомый вклад в становление теории чисел оказали пифагорейцы, Евклид и Диофант. Пифагорейцы рассматривали только целые положительные числа и полагали число собранием единиц. Единицы были неделимы и располагались в виде правильных геометрических тел. Пифагорейцам характерно определение «фигурных чисел» («треугольных», «квадратных» и других). Изучая свойства чисел, они разбили их на чётные и нечётные, простые и составные. Вероятно, именно пифагорейцы с помощью только признака делимости на два смогли доказать, что если {\displaystyle 1+2+...+2^{n}=p} — простое число, то {\displaystyle 2^{n}p} — совершенное число. Доказательство изложено в «Началах» Евклида (IX, 36). Только в XVIII веке Эйлер доказал, что других чётных совершенных чисел не существует, а вопрос о бесконечности числа совершенных чисел до сих пор не решён. Также пифагорейцы нашли бесконечное множество целых решений уравнения {\displaystyle x^{2}+y^{2}=z^{2}}, так называемых пифагоровых троек, и вывели для них общую формулу.
Теория делимости появилась в 399 году до н. э. и принадлежит, по-видимому, Теэтету. Евклид посвятил ей книгу VII «Начал» и часть книги IX. В основе теории лежит алгоритм Евклида для нахождения наибольшего общего делителя двух чисел. Следствием алгоритма является возможность разложения любого числа на простые сомножители, а также единственность такого разложения. Закон однозначности разложения на простые множители является основой арифметики целых чисел.
VII, VIII и IX книги, входящие в «Начала» Евклида, посвящены простым числам и делимости. В частности, там описывается алгоритм нахождения наибольшего общего делителя двух чисел (алгоритм Евклида) и доказывается бесконечность множества простых чисел.
Диофант Александрийский, в отличие от предыдущих математиков Древней Греции, решал задачи классической алгебры, описывая их геометрически. В своём труде «Арифметика» он перечисляет задачи по нахождению целочисленных решений для систем полиномиальных уравнений (называемых сейчас диофантовыми). Работы Диофанта по решению неопределённых уравнений в рациональных числах стоят на стыке теории чисел и алгебраической геометрии. Он исследует уравнение второго порядка от двух переменных {\displaystyle F_{2}(x,y)=0}, которое является уравнением конического сечения. Метод, с помощью которого Диофант находит рациональные точки кривой, если известна хоть одна такая, устанавливает, что кривая второго порядка либо содержит бесконечное множество точек, координаты которых выражаются как рациональные функции одного параметра, либо не содержит их вовсе. Для исследования уравнений третьего и четвёртого порядка применяются более сложные геометрические методы (построение касательной в рациональной точке, или прямой через две рациональные точки для поиска следующего пересечения).

### Теория чисел в Средние века
Китайская теорема об остатках входила в качестве упражнения в трактат Сунь Цзы «Сунь Цзы Суань Цзин» (кит. упр. 孙子算经, пиньинь sūnzǐ  suànjīng).
Индийские математики Ариабхата, Брахмагупта и Бхаскары решали диофантовы уравнения вида {\displaystyle ax+b=cy} в целых числах. Кроме того, они решали в целых числах уравнения вида {\displaystyle ax^{2}+b=y^{2}}, что было наивысшим достижением индийских математиков в области теории чисел. Впоследствии это уравнение и его частный случай при {\displaystyle b=1} привлекли внимание Ферма, Эйлера, Лагранжа. Предложенный Лагранжем метод нахождения решения был близок к индийскому.

### Дальнейшее развитие теории чисел
Дальнейшее развитие теория чисел получила в работах Ферма, связанных с решением диофантовых уравнений и делимостью целых чисел. В частности, Ферма сформулировал теорему о том, что для любого простого {\displaystyle p} и целого {\displaystyle a}, {\displaystyle a^{p}-a} делится на {\displaystyle p}, названную малой теоремой Ферма и, кроме того, сформулировал теорему о неразрешимости диофантового уравнения {\displaystyle a^{n}+b^{n}=c^{n}} в целых числах, или великую теорему Ферма. Обобщением малой теоремы и доказательством великой теоремы для частных случаев занимался в начале XVIII века Эйлер. Он же стал использовать для решения задач по теории чисел мощный аппарат математического анализа, сформулировав метод производящих функций, тождество Эйлера, а также задачи, связанные со сложением простых чисел.
В XIX веке над теорией чисел работали многие видные учёные. Гауссом была создана теория сравнений, с помощью которой доказан ряд теорем о простых числах, изучены свойства квадратичных вычетов и невычетов, включая квадратичный закон взаимности, в поисках доказательства которого Гаусс рассмотрел конечные ряды определённого вида, обобщённые впоследствии до тригонометрических сумм. Развивая работы Эйлера, Гаусс и Дирихле создали теорию квадратичных форм. Кроме того, они сформулировали ряд задач о количестве целых точек в областях на плоскости, частные решения которых позволили доказать общую теорему о бесконечности числа простых точек в прогрессиях вида {\displaystyle nk+l}, где {\displaystyle k} и {\displaystyle l} взаимно просты. Дальнейшим изучением распределения простых чисел занимался Чебышёв, который показал более точный, чем теорема Евклида, закон стремления к бесконечности числа простых чисел, доказал гипотезу Бертрана о существовании простого числа в интервале {\displaystyle (x,2x),x\geq 2}, а также поставил задачу об оценке сверху наименьшего значения разности между соседними простыми числами (расширение вопроса о простых близнецах).
В начале XX века А. Н. Коркин, Е. И. Золотарёв и А. А. Марков продолжили работу над теорией квадратичных форм. Коркин и Золотарёв доказали теорему о переменных положительной кватернарной квадратичной формы, а Марков занимался изучением минимумов бинарных квадратичных форм положительного определителя. Формулы, сформулированные Дирихле для целых точек в областях на плоскости, нашли своё развитие в работах Г. Ф. Вороного, который в 1903 году определил порядок остаточного члена. В 1906 году метод был успешно перенесён на проблему Гаусса о числе целых точек в круге В. Серпиньским.
В 1909 году Д. Гильберт решил аддитивную проблему Варинга.
Э. Куммер, пытаясь доказать теорему Ферма, работал с алгебраическим числовым полем, для множества чисел которого он применил все четыре алгебраических операции и построил таким образом арифметику целых чисел алгебраического числового поля, порождённого {\displaystyle a_{i}}, ввёл понятие идеальных множителей и дал толчок к созданию алгебраической теории чисел. В 1844 году Ж. Лиувилль ввёл понятия алгебраических и трансцендентных чисел, сформулировав таким образом в математических терминах замечание Эйлера о том, что квадратные корни и логарифмы целых чисел имеют принципиальные различия. Лиувилль показал, что алгебраические числа плохо приближаются рациональными дробями. В конце XIX века над доказательством трансцендентности конкретных чисел работали такие математики как Шарль Эрмит, который в 1873 году доказал трансцендентность числа {\displaystyle e}, Ф.Линдеман, который в 1882 году доказал трансцендентность числа {\displaystyle \pi }. Другим направлением было изучение степени приближения алгебраических чисел рациональными или алгебраическими. В нём работал Аксель Туэ, который в 1909 году доказал теорему, названную его именем.
Другим направлением работ явилось определение Риманом дзета-функции и доказательство того, что она аналитически продолжается на всю плоскость комплексного переменного и обладает рядом других свойств. Риман также высказал гипотезу о нулях дзета-функции. Работая над дзета-функциями, Ш. ла Валле Пуссен и Жак Адамар сформулировали в 1896 году асимптотический закон распределения простых чисел. Использованный ими метод получения асимптотических формул, или метод комплексного интегрирования, стал широко использоваться в дальнейшем.
В первой половине XX века над проблемами теории чисел работали Герман Вейль, сформулировавший соотношение для равномерного распределения дробных долей целочисленных функций, Г.Харди и Дж. Литлвуд, которые сформулировали круговой метод решения аддитивных задач, А. О. Гельфонд и Т. Гнейдер, которые решили 7-ю проблему Гильберта, К. Зигель, который доказал ряд теорем о трансцендентности значений функций, Б. Н. Делоне и Д. К. Фаддеев, которые занимались исследованием диофантова уравнения {\displaystyle x^{3}-ay^{3}=1}, А.Сельберг, который работал в теории дзета-функции Римана.
Большой вклад в развитие теории чисел внёс И. М. Виноградов, доказавший неравенство о числе квадратичных вычетов и невычетов на отрезке, определивший метод тригонометрических сумм, который позволил упростить решение проблемы Варинга, а также решение ряда задач по распределению дробных долей функции, определению целых точек в области на плоскости и в пространстве, порядок роста дзета-функции в критической полосе. В задачах, связанных с тригонометрическими суммами, важным является как можно более точная оценка их модуля. Виноградов предложил два метода такой оценки. Кроме того, он вместе с учениками разработал ряд методов, которые позволяют решить задачи, выводимые из гипотезы Римана.
Многочисленные работы по теории чисел относятся ко второй половине XX века. Ю. В. Линник разработал дисперсионный метод, который позволил вывести асимптотические формулы для проблемы Харди — Литлвуда и проблемы простых делителей Титчмарша.
Вместе с тем, в теории чисел существует большое количество открытых проблем.

## Прикладное значение
В связи с развитием информационных технологий оказалось, что многие задачи теории чисел, ранее имевшие чисто теоретический интерес, в XXI веке можно успешно применить для организации защищенного обмена информацией в компьютерных сетях. Так, развитие теоретико-числовых алгоритмов привело к созданию систем шифрования, основанных на задаче разложения больших чисел на простые множители, а также систем цифровой подписи, использующих свойства конечных полей и эллиптических кривых.